# بانزل
بانزل (به انگلیسی: Bunzl) شرکت توزیع و برون‌سپاری بریتانیایی است، که در زمینه توزیع طیف وسیعی از کالاهای مصرفی، مواد پاک‌کننده، محصولات یکبارمصرف و دستکش‌های جراحی و ارائه خدمات بسته‌بندی مواد غذایی فعالیت می‌کند.
شرکت بانزل در سال ۱۸۵۴ توسط موریتز بانزل، در شهر براتیسلاوا، اسلواکی تأسیس شد و در طول سال‌های فعالیتش، بارها کسب‌وکارش را تغییر داد. این شرکت در حال حاضر دارای عملیات در ۲۳ کشور است، که بخش‌های عملیاتی آن در آمریکای شمالی و اروپا مستقر می‌باشند.
دفتر مرکزی شرکت بانزل در شهر لندن قرار دارد و بخشی از سهام آن در بازار بورس لندن معامله می‌شود.